# Held van de Arbeid (Russische Socialistische Federatieve Sovjetrepubliek)
De titel van een "Held van de Arbeid" (Russisch: "Знак Отличия" of "Герой Труда", Znak Otlitsjija of Geroj Troeda) werd in 1922 in de Russische Socialistische Federatieve Sovjetrepubliek ingesteld. De oude Tsaristische ridderorden waren afgeschaft en deze socialistische orde met een enkele graad was de uitdrukking van de "nieuwe maatschappij", de arbeiders en boerenstaat voor de arbeider, de nieuwe held van de maatschappij. Edelman, priester en burger waren van hun voetstuk gestoten.
Het draagbare insigne van een Held van de Arbeid was een geëmailleerd medaillon. Dit medaillon werd op de borst gespeld. Symbolen van het communisme staan centraal zoals hamer en sikkel, rode vlag en rode ster. Het ontwerp is modern en breekt volledig met de op het kruis gebaseerde vormentaal van de oudere Russische onderscheidingen.
In maart 2013 stelde Vladimir Poetin de Held van de Arbeid van de Russische Federatie in.